# Statistiche e record di Viktoryja Azaranka
| Finali in carriera |                           |       |       |        |
| Specialità         | Categoria                 | Vinte | Perse | Totale |
| Singolare          | Grande Slam               | 2     | 3     | 5      |
| Singolare          | Olimpiadi estive          | –     | –     | –      |
| Singolare          | WTA Finals                | 0     | 1     | 1      |
| Singolare          | WTA Premier Mandatory & 5 | 10    | 5     | 15     |
| Singolare          | WTA Premier & Tour        | 9     | 11    | 20     |
| Singolare          | Totale                    | 21    | 20    | 41     |
| Doppio             | Grande Slam               | 0     | 4     | 4      |
| Doppio             | Olimpiadi estive          | –     | –     | –      |
| Doppio             | WTA Finals                | –     | –     | –      |
| Doppio             | WTA Premier Mandatory & 5 | 4     | 3     | 7      |
| Doppio             | WTA Premier & Tour        | 5     | 4     | 9      |
| Doppio             | Totale                    | 9     | 11    | 20     |

In questa pagina sono riportare le statistiche e i record realizzati da Viktoryja Azaranka durante la sua carriera tennistica.

## Statistiche WTA

### Singolare

#### Vittorie (21)
| Legenda               |              |
| Grande Slam (2)       |              |
| Ori Olimpici (0)      |              |
| WTA Finals (0)        |              |
| WTA Elite Trophy (0)  |              |
| Dal 2009 al 2020      | Dal 2021     |
| Premier Mandatory (6) | WTA 1000 (0) |
| Premier 5 (4)         | WTA 1000 (0) |
| Premier (4)           | WTA 500 (0)  |
| International (5)     | WTA 250 (0)  |

| N.  | Data             | Torneo                                | Superficie  | Avversario in finale | Punteggio        |
| 1.  | 10 gennaio 2009  | Brisbane International, Brisbane      | Cemento     | Marion Bartoli       | 6–3, 6–1         |
| 2.  | 22 febbraio 2009 | Cellular South Cup, Memphis           | Cemento (i) | Caroline Wozniacki   | 6–1, 6–3         |
| 3.  | 4 aprile 2009    | Sony Ericsson Open, Miami             | Cemento     | Serena Williams      | 6–3, 6–1         |
| 4.  | 1º agosto 2010   | Bank of the West Classic, Stanford    | Cemento     | Marija Šarapova      | 6–4, 6–1         |
| 5.  | 24 ottobre 2010  | Kremlin Cup, Mosca                    | Cemento (i) | Marija Kirilenko     | 6–3, 6–4         |
| 6.  | 2 aprile 2011    | Sony Ericsson Open, Miami (2)         | Cemento     | Marija Šarapova      | 6–1, 6–4         |
| 7.  | 10 aprile 2011   | Andalucia Tennis Experience, Marbella | Terra rossa | Irina-Camelia Begu   | 6–3, 6–2         |
| 8.  | 23 ottobre 2011  | BGL Luxembourg Open, Lussemburgo      | Cemento (i) | Monica Niculescu     | 6–2, 6–2         |
| 9.  | 13 gennaio 2012  | Apia International Sydney, Sydney     | Cemento     | Li Na                | 6–2, 1–6, 6–3    |
| 10. | 28 gennaio 2012  | Australian Open, Melbourne            | Cemento     | Marija Šarapova      | 6–3, 6–0         |
| 11. | 19 febbraio 2012 | Qatar Total Open, Doha                | Cemento     | Samantha Stosur      | 6–1, 6–2         |
| 12. | 18 marzo 2012    | BNP Paribas Open, Indian Wells        | Cemento     | Marija Šarapova      | 6–2, 6–3         |
|     | 4 agosto 2012    | Bronzo ai Giochi Olimpici, Londra     | Erba        | Marija Kirilenko     | 6–3, 6–4         |
| 13. | 7 ottobre 2012   | China Open, Pechino                   | Cemento     | Marija Šarapova      | 6–3, 6–1         |
| 14. | 14 ottobre 2012  | Generali Ladies Linz, Linz            | Cemento (i) | Julia Görges         | 6–3, 6–4         |
| 15. | 26 gennaio 2013  | Australian Open, Melbourne (2)        | Cemento     | Li Na                | 4–6, 6–4, 6–3    |
| 16. | 17 febbraio 2013 | Qatar Total Open, Doha (2)            | Cemento     | Serena Williams      | 7–6(6), 2–6, 6–3 |
| 17. | 18 agosto 2013   | Western & Southern Open, Cincinnati   | Cemento     | Serena Williams      | 2–6, 6–2, 7–6(6) |
| 18. | 9 gennaio 2016   | Brisbane International, Brisbane (2)  | Cemento     | Angelique Kerber     | 6–3, 6–1         |
| 19. | 20 marzo 2016    | BNP Paribas Open, Indian Wells (2)    | Cemento     | Serena Williams      | 6–4, 6–4         |
| 20. | 2 aprile 2016    | Miami Open, Miami (3)                 | Cemento     | Svetlana Kuznetsova  | 6–3, 6–2         |
| 21. | 29 agosto 2020   | Western & Southern Open, New York (2) | Cemento     | Naomi Ōsaka          | w/o              |

#### Sconfitte (20)
| Legenda              |                       |              |
| Grande Slam (3)      |                       |              |
| Argenti Olimpici (0) |                       |              |
| WTA Finals (1)       |                       |              |
| WTA Elite Trophy (0) |                       |              |
| Prima del 2009       | Dal 2009 al 2020      | Dal 2021     |
| Tier I (0)           | Premier Mandatory (2) | WTA 1000 (1) |
| Tier II (0)          | Premier 5 (2)         | WTA 1000 (1) |
| Tier III (1)         | Premier (6)           | WTA 500 (0)  |
| Tier IV (3)          | International (1)     | WTA 250 (0)  |
| Tier V (0)           | International (1)     | WTA 250 (0)  |

| N.  | Data              | Torneo                                           | Superficie      | Avversaria in finale | Punteggio           |
| 1.  | 6 maggio 2007     | Estoril Open, Oeiras                             | Terra rossa     | Gréta Arn            | 6–2, 1–6, 6(3)–7    |
| 2.  | 7 ottobre 2007    | Tashkent Open, Tashkent                          | Cemento         | Pauline Parmentier   | 5–7, 2–6            |
| 3.  | 5 gennaio 2008    | Mondial Australian Women's Hardcourt, Gold Coast | Cemento         | Li Na                | 6–4, 3–6, 4–6       |
| 4.  | 4 maggio 2008     | Sparta Prague Open, Praga                        | Terra rossa     | Vera Zvonarëva       | 6(2)–7, 2–6         |
| 5.  | 20 febbraio 2010  | Dubai Duty Free Tennis Championships, Dubai      | Cemento         | Venus Williams       | 3–6, 5–7            |
| 6.  | 20 giugno 2010    | AEGON International, Eastbourne                  | Erba            | Ekaterina Makarova   | 6(5)–7, 4–6         |
| 7.  | 8 maggio 2011     | Mutua Madrileña Madrid Open, Madrid              | Terra rossa     | Petra Kvitová        | 6(3)–7, 4–6         |
| 8.  | 30 ottobre 2011   | WTA Tour Championships, Istanbul                 | Cemento (i)     | Petra Kvitová        | 5–7, 6–4, 3–6       |
| 9.  | 29 aprile 2012    | Porsche Tennis Grand Prix, Stoccarda             | Terra rossa (i) | Marija Šarapova      | 1–6, 4–6            |
| 10. | 13 maggio 2012    | Mutua Madrileña Madrid Open, Madrid (2)          | Terra blu       | Serena Williams      | 1–6, 3–6            |
| 11. | 9 settembre 2012  | US Open, New York                                | Cemento         | Serena Williams      | 2–6, 6–2, 5–7       |
| 12. | 19 maggio 2013    | Internazionali BNL d'Italia, Roma                | Terra rossa     | Serena Williams      | 1–6, 3–6            |
| 13. | 4 agosto 2013     | Southern California Open, Carlsbad               | Cemento         | Samantha Stosur      | 2–6, 3–6            |
| 14. | 8 settembre 2013  | US Open, New York (2)                            | Cemento         | Serena Williams      | 5–7, 7–6(6), 1–6    |
| 15. | 4 gennaio 2014    | Brisbane International, Brisbane                 | Cemento         | Serena Williams      | 4–6, 5–7            |
| 16. | 28 febbraio 2015  | Qatar Total Open, Doha                           | Cemento         | Lucie Šafářová       | 4–6, 3–6            |
| 17. | 7 aprile 2019     | Abierto GNP Seguros, Monterey                    | Cemento         | Garbiñe Muguruza     | 1–6, 1–3 rit.       |
| 18. | 12 settembre 2020 | US Open, New York (3)                            | Cemento         | Naomi Ōsaka          | 6–1, 3–6, 3–6       |
| 19. | 25 ottobre 2020   | J&T Banka Ostrava Open, Ostrava                  | Cemento (i)     | Aryna Sabalenka      | 2–6, 2–6            |
| 20. | 17 ottobre 2021   | BNP Paribas Open, Indian Wells                   | Cemento         | Paula Badosa         | 6(5)–7, 6–2, 6(2)–7 |

### Doppio

#### Vittorie (10)
| Legenda              |                       |              |
| Grande Slam (0)      |                       |              |
| Ori Olimpici (0)     |                       |              |
| WTA Finals (0)       |                       |              |
| WTA Elite Trophy (0) |                       |              |
| Prima del 2009       | Dal 2009 al 2020      | Dal 2021     |
| Tier I (0)           | Premier Mandatory (2) | WTA 1000 (1) |
| Tier II (0)          | Premier 5 (2)         | WTA 1000 (1) |
| Tier III (0)         | Premier (1)           | WTA 500 (1)  |
| Tier IV (1)          | International (2)     | WTA 250 (0)  |
| Tier V (0)           | International (2)     | WTA 250 (0)  |

| N.  | Data             | Torneo                              | Superficie  | Compagna            | Avversarie in finale                     | Punteggio        |
| 1.  | 8 ottobre 2006   | Tashkent Open, Tashkent             | Cemento     | Tat'jana Puček      | Maria Elena Camerin Emmanuelle Gagliardi | W/O              |
| 2.  | 21 febbraio 2009 | Cellular South Cup, Memphis         | Cemento (i) | Caroline Wozniacki  | Juliana Fedak Michaëlla Krajicek         | 6–1, 7–6(2)      |
| 3.  | 21 marzo 2009    | BNP Paribas Open, Indian Wells      | Cemento     | Vera Zvonarëva      | Gisela Dulko Shahar Peer                 | 6–4, 3–6, [10–5] |
| 4.  | 15 agosto 2010   | Western & Southern Open, Cincinnati | Cemento     | Marija Kirilenko    | Lisa Raymond Rennae Stubbs               | 7–6(4), 7–6(8)   |
| 5.  | 7 maggio 2011    | Mutua Madrilena Madrid Open, Madrid | Terra rossa | Marija Kirilenko    | Květa Peschke Katarina Srebotnik         | 6–4, 6–3         |
| 6.  | 31 luglio 2011   | Bank of the West Classic, Stanford  | Cemento     | Marija Kirilenko    | Liezel Huber Lisa Raymond                | 6–1, 6–3         |
| 7.  | 2 marzo 2019     | Abierto Mexicano Telcel, Acapulco   | Cemento     | Zheng Saisai        | Desirae Krawczyk Giuliana Olmos          | 6–1, 6–2         |
| 8.  | 19 maggio 2019   | Internazionali BNL d'Italia, Roma   | Terra rossa | Ashleigh Barty      | Anna-Lena Grönefeld Demi Schuurs         | 4–6, 6–0, [10–3] |
| 9.  | 20 giugno 2021   | Bett1 Open, Berlino                 | Erba        | Aryna Sabalenka     | Nicole Melichar Demi Schuurs             | 4–6, 7–5, [10–4] |
| 10. | 7 maggio 2023    | Mutua Madrid Open, Madrid (2)       | Terra rossa | Beatriz Haddad Maia | Jessica Pegula Coco Gauff                | 6–1, 6–4         |

#### Sconfitte (11)
| Legenda              |                       |              |
| Grande Slam (4)      |                       |              |
| Argenti Olimpici (0) |                       |              |
| WTA Finals (0)       |                       |              |
| WTA Elite Trophy (0) |                       |              |
| Prima del 2009       | Dal 2009 al 2020      | Dal 2021     |
| Tier I (2)           | Premier Mandatory (0) | WTA 1000 (0) |
| Tier II (3)          | Premier 5 (1)         | WTA 1000 (0) |
| Tier III (1)         | Premier (0)           | WTA 500 (0)  |
| Tier IV (0)          | International (0)     | WTA 250 (0)  |
| Tier V (0)           | International (0)     | WTA 250 (0)  |

| N.  | Data              | Torneo                                       | Superficie    | Compagna           | Avversarie in finale                           | Punteggio        |
| 1.  | 26 febbraio 2006  | Cellular South Cup, Memphis                  | Cemento (i)   | Caroline Wozniacki | Lisa Raymond Samantha Stosur                   | 6(2)–7, 3–6      |
| 2.  | 29 luglio 2007    | Bank of the West Classic, Stanford           | Cemento       | Anna Čakvetadze    | Sania Mirza Shahar Peer                        | 4–6, 6(5)–7      |
| 3.  | 5 agosto 2007     | Acura Classic, San Diego                     | Cemento       | Anna Čakvetadze    | Cara Black Liezel Huber                        | 5–7, 4–6         |
| 4.  | 30 settembre 2007 | Fortis Championships Luxembourg, Lussemburgo | Cemento (i)   | Shahar Peer        | Iveta Melzer Janette Husárová                  | 4–6, 2–6         |
| 5.  | 14 ottobre 2007   | Kremlin Cup, Mosca                           | Sintetico (i) | Tat'jana Puček     | Cara Black Liezel Huber                        | 6–4, 1–6, [7–10] |
| 6.  | 25 gennaio 2008   | Australian Open, Melbourne                   | Cemento       | Shahar Peer        | Al'ona Bondarenko Kateryna Bondarenko          | 6–2, 1–6, 4–6    |
| 7.  | 13 aprile 2008    | Bausch & Lomb Championships, Amelia Island   | Terra verde   | Elena Vesnina      | Bethanie Mattek-Sands Vladimíra Uhlířová       | 3–6, 1–6         |
| 8.  | 6 giugno 2009     | Open di Francia, Parigi                      | Terra rossa   | Elena Vesnina      | Anabel Medina Garrigues Virginia Ruano Pascual | 1–6, 1–6         |
| 9.  | 28 gennaio 2011   | Australian Open, Melbourne (2)               | Cemento       | Marija Kirilenko   | Gisela Dulko Flavia Pennetta                   | 6–2, 5–7, 1–6    |
| 10. | 15 agosto 2011    | Rogers Cup, Toronto                          | Cemento       | Marija Kirilenko   | Liezel Huber Lisa Raymond                      | w/o              |
| 11. | 8 settembre 2019  | US Open, New York                            | Cemento       | Ashleigh Barty     | Elise Mertens Aryna Sabalenka                  | 5–7, 5–7         |

### Doppio misto

#### Vittorie (3)
| Tornei del Grande Slam  |
| ----------------------- |
| Australian Open (0)     |
| Open di Francia (1)     |
| Torneo di Wimbledon (0) |
| US Open (1)             |
| Ori Olimpici (1)        |

| N. | Anno             | Torneo                  | Superficie  | Compagno   | Avversari in finale               | Punteggio        |
| 1. | 6 settembre 2007 | US Open, New York       | Cemento     | Maks Mirny | Meghann Shaughnessy Leander Paes  | 6–4, 7–6(6)      |
| 2. | 23 maggio 2008   | Open di Francia, Parigi | Terra rossa | Bob Bryan  | Katarina Srebotnik Nenad Zimonjić | 6–2, 7–6(4)      |
| 3. | 5 agosto 2012    | Giochi Olimpici, Londra | Erba        | Maks Mirny | Laura Robson Andy Murray          | 2–6, 6–3, [10–8] |

#### Sconfitte (2)
| Tornei del Grande Slam  |
| ----------------------- |
| Australian Open (1)     |
| Open di Francia (0)     |
| Torneo di Wimbledon (1) |
| US Open (0)             |
| Argenti Olimpici (0)    |

| N. | Anno            | Torneo                      | Superficie | Compagno     | Avversari in finale            | Punteggio   |
| 1. | 28 gennaio 2007 | Australian Open, Melbourne  | Cemento    | Maks Mirny   | Elena Lichovceva Daniel Nestor | 4–6, 4–6    |
| 2. | 15 luglio 2018  | Torneo di Wimbledon, Londra | Erba       | Jamie Murray | Nicole Melichar Alexander Peya | 6(1)–7, 3–6 |

## Statistiche ITF

### Singolare

#### Vittorie (1)
| Torneo 100000 $ (0) |
| Torneo 80000 $ (0)  |
| Torneo 75000 $ (0)  |
| Torneo 60000 $ (0)  |
| Torneo 50000 $ (1)  |
| Torneo 25000 $ (0)  |
| Torneo 15000 $ (0)  |
| Torneo 10000 $ (0)  |

| No. | Data           | Torneo                   | Superficie  | Avversaria in finale | Punteggio |
| 1.  | 25 luglio 2005 | ITF Roller Open, Pétange | Terra rossa | Viktorija Kutuzova   | 6–4, 6–2  |

#### Sconfitte (2)
| Torneo 100000 $ (0) |
| Torneo 80000 $ (0)  |
| Torneo 75000 $ (1)  |
| Torneo 60000 $ (0)  |
| Torneo 50000 $ (0)  |
| Torneo 25000 $ (1)  |
| Torneo 15000 $ (0)  |
| Torneo 10000 $ (0)  |

| No. | Data             | Torneo                                     | Superficie  | Avversaria in finale | Punteggio |
| 1.  | 6 aprile 2005    | ITF Women's Circuit Augusta, Augusta       | Cemento     | Saori Obata          | 2–6, 2–6  |
| 2.  | 12 novembre 2006 | ITF Women's Circuit Pittsburgh, Pittsburgh | Cemento (i) | Aleksandra Wozniak   | 2–6, rit. |

### Doppio

#### Vittorie (3)
| Torneo 100000 $ (0) |
| Torneo 80000 $ (0)  |
| Torneo 75000 $ (2)  |
| Torneo 60000 $ (0)  |
| Torneo 50000 $ (0)  |
| Torneo 25000 $ (0)  |
| Torneo 15000 $ (0)  |
| Torneo 10000 $ (1)  |

| No. | Data             | Torneo                                | Superficie | Compagna         | Avversarie in finale               | Punteggio        |
| 1.  | 15 novembre 2003 | Israel Womens Circuit, Ramat HaSharon | Cemento    | Vol'ha Havarcova | Natalie Neri Danielle Steinberg    | 6–0, 6–3         |
| 2.  | 20 novembre 2005 | ITF Women's Circuit Tucson, Tucson    | Cemento    | Tat'jana Puček   | Maria Fernanda Alves Melinda Czink | 4–6, 7–6(3), 6–1 |
| 3.  | 4 marzo 2007     | Tennis Channel Open, Las Vegas        | Cemento    | Tat'jana Puček   | Maret Ani Alberta Brianti          | 6–2, 6–4         |

#### Sconfitte (1)
| Torneo 100000 $ (0) |
| Torneo 80000 $ (0)  |
| Torneo 75000 $ (0)  |
| Torneo 60000 $ (0)  |
| Torneo 50000 $ (0)  |
| Torneo 25000 $ (0)  |
| Torneo 15000 $ (0)  |
| Torneo 10000 $ (1)  |

| No. | Data           | Torneo                       | Superficie  | Compagna         | Avversarie in finale             | Punteggio |
| 1.  | 18 aprile 2004 | Bluesun Bol Ladies Open, Bol | Terra rossa | Vol'ha Havarcova | Anna Bastrikova Alla Kudrjavceva | 4–6, 1–6  |

## Grand Slam Junior

### Singolare

#### Vittorie (2)
| Tornei del Grande Slam  |
| ----------------------- |
| Australian Open (1)     |
| Open di Francia (0)     |
| Torneo di Wimbledon (0) |
| US Open (1)             |

| N. | Data              | Torneo                     | Superficie | Avversario in finale | Punteggio |
| 1. | 29 gennaio 2005   | Australian Open, Melbourne | Cemento    | Ágnes Szávay         | 6–2, 6–2  |
| 2. | 10 settembre 2005 | US Open, New York          | Cemento    | Alexa Glatch         | 6–3, 6–4  |

### Doppio

#### Vittorie (4)
| Tornei del Grande Slam  |
| ----------------------- |
| Australian Open (1)     |
| Open di Francia (1)     |
| Torneo di Wimbledon (2) |
| US Open (0)             |

| N. | Data            | Torneo                          | Superficie  | Compagna         | Avversarie in finale             | Punteggio        |
| 1. | 5 luglio 2004   | Torneo di Wimbledon, Londra     | Erba        | Vol'ha Havarcova | Marina Eraković Monica Niculescu | 6-4, 3-6, 6-4    |
| 2. | 29 gennaio 2005 | Australian Open, Melbourne      | Cemento     | Marina Eraković  | Nikola Fraňková Ágnes Szávay     | 6–0, 6–2         |
| 3. | 4 giugno 2005   | Open di Francia, Parigi         | Terra rossa | Ágnes Szávay     | Ioana Raluca Olaru Amina Rachim  | 4–6, 6–4, 6–0    |
| 4. | 2 luglio 2005   | Torneo di Wimbledon, Londra (2) | Erba        | Ágnes Szávay     | Marina Eraković Monica Niculescu | 6(5)–7, 6–2, 6–0 |

## Risultati in progressione
| Sigla | Risultato               |
| ----- | ----------------------- |
| V     | Vincitore               |
| F     | Finalista               |
| SF    | Semifinalista           |
| O     | Oro olimpico            |
| A     | Argento olimpico        |
| SF    | Bronzo olimpico         |
| QF    | Quarti di Finale        |
| 4T    | Quarto turno            |
| 3T    | Terzo turno             |
| 2T    | Secondo turno           |
| 1T    | Primo turno             |
| RR    | Round Robin             |
| LQ    | Turno di qualificazione |
| A     | Assente                 |
| ND    | Non disputato           |

| Legenda superfici    |
| -------------------- |
| Cemento              |
| Terra battuta        |
| Erba                 |
| Superficie variabile |

### Singolare
Aggiornato a fine Australian Open 2022
| Tornei                 | 2005            | 2006            | 2007            | 2008            | 2009          | 2010          | 2011          | 2012  | 2013          | 2014            | 2015            | 2016            | 2017            | 2018            | 2019            | 2020            | 2021            | 2022 | Titoli     | V–S        |
| ---------------------- | --------------- | --------------- | --------------- | --------------- | ------------- | ------------- | ------------- | ----- | ------------- | --------------- | --------------- | --------------- | --------------- | --------------- | --------------- | --------------- | --------------- | ---- | ---------- | ---------- |
| Tornei del Grande Slam |                 |                 |                 |                 |               |               |               |       |               |                 |                 |                 |                 |                 |                 |                 |                 |      |            |            |
| Australian Open        | A               | 1T              | 3T              | 3T              | 4T            | QF            | 4T            | V     | V             | QF              | 4T              | QF              | Assente         | Assente         | 1T              | A               | 1T              | 4T   | 2 / 14     | 42–12      |
| Open di Francia        | A               | 1T              | 1T              | 4T              | QF            | 1T            | QF            | 4T    | SF            | A               | 3T              | 1T              | A               | 1T              | 2T              | 2T              | 4T              |      | 0 / 14     | 26-14      |
| Wimbledon              | A               | 1T              | 3T              | 3T              | QF            | 3T            | SF            | SF    | 2T            | 2T              | QF              | A               | 4T              | 2T              | 3T              | ND              | 2T              |      | 0 / 14     | 33–14      |
| US Open                | A               | 3T              | 4T              | 3T              | 3T            | 2T            | 3T            | F     | F             | QF              | QF              | Assente         | Assente         | 3T              | 1T              | F               | 3T              |      | 0 / 14     | 42–14      |
| Vittorie–Sconfitte     | 0–0             | 2–4             | 7–4             | 9–4             | 13–4          | 7–4           | 14–4          | 21–3  | 19–3          | 9–3             | 13–4            | 4–2             | 3–1             | 3–3             | 3–4             | 7–2             | 6–4             | 3–1  | 2 / 53     | 134–51     |
| Giochi olimpici        |                 |                 |                 |                 |               |               |               |       |               |                 |                 |                 |                 |                 |                 |                 |                 |      |            |            |
| Olimpiadi estive       | Non disputati   | Non disputati   | Non disputati   | 3T              | Non disputati | Non disputati | Non disputati | SF-B  | Non disputati | Non disputati   | Non disputati   | A               | Non disputati   | Non disputati   | Non disputati   | Non disputati   | A               | ND   | 0 / 2      | 7–2        |
| Torneo di fine anno    |                 |                 |                 |                 |               |               |               |       |               |                 |                 |                 |                 |                 |                 |                 |                 |      |            |            |
| WTA Finals             | Non qualificata | Non qualificata | Non qualificata | Non qualificata | RR            | RR            | F             | SF    | RR            | Non qualificata | Non qualificata | Non qualificata | Non qualificata | Non qualificata | Non qualificata | Non qualificata | Non qualificata |      | 0 / 5      | 8–10       |
| WTA 1000               |                 |                 |                 |                 |               |               |               |       |               |                 |                 |                 |                 |                 |                 |                 |                 |      |            |            |
| Doha / Dubai[1]        | Non Tier I      | Non Tier I      | Non Tier I      | Non Tier I      | A             | F             | 3T            | V     | V             | Assente         | Assente         | Assente         | Assente         | Assente         | Assente         | Assente         | SF              |      | 2 / 5      | 18–3       |
| Indian Wells           | A               | LQ              | 3T              | A               | SF            | 3T            | QF            | V     | QF            | 2T              | 3T              | V               | A               | 2T              | 2T              | ND              | F               |      | 2 / 12     | 33–10      |
| Miami                  | A               | 3T              | 3T              | 3T              | V             | 4T            | V             | QF    | Assente       | Assente         | 3T              | V               | A               | SF              | 3T              | ND              | 3T              |      | 3 / 12     | 38–9       |
| Madrid                 | Non disputato   | Non disputato   | Non disputato   | Non disputato   | 3T            | 1T            | F             | F     | 2T            | A               | 3T              | 3T              | A               | 2T              | 2T              | ND              | 3T              |      | 0 / 10     | 19–9       |
| Roma                   | A               | 1T              | A               | 3T              | SF            | 2T            | QF            | 3T    | F             | A               | QF              | 2T              | A               | 1T              | QF              | QF              | A               |      | 0 / 12     | 22–12      |
| Montréal / Toronto     | Assente         | Assente         | Assente         | SF              | 2T            | SF            | SF            | 2T    | A             | QF              | 3T              | Assente         | Assente         | 2T              | 2T              | ND              | QF              |      | 0 / 10     | 20–10      |
| Cincinnati             | Non Tier I      | Non Tier I      | Non Tier I      | Non Tier I      | 3T            | 1T            | A             | A     | V             | A               | 3T              | A               | A               | 2T              | 2T              | V               | 3T              |      | 2 / 8      | 18–6       |
| Tokyo / Wuhan[2]       | Assente         | Assente         | Assente         | Assente         | QF            | SF            | SF            | QF    | 2T            | A               | 2T              | Assente         | Assente         | Assente         | Assente         | ND              | ND              |      | 0 / 6      | 11–5       |
| Pechino                | Non Tier I      | Non Tier I      | Non Tier I      | Non Tier I      | 2T            | 2T            | 3T            | V     | 1T            | Assente         | Assente         | Assente         | Assente         | Assente         | Assente         | ND              | ND              |      | 1 / 5      | 8–4        |
| Carriera               |                 |                 |                 |                 |               |               |               |       |               |                 |                 |                 |                 |                 |                 |                 |                 |      |            |            |
|                        | 2005            | 2006            | 2007            | 2008            | 2009          | 2010          | 2011          | 2012  | 2013          | 2014            | 2015            | 2016            | 2017            | 2018            | 2019            | 2020            | 2021            | 2022 | Titoli     | V–S        |
| Tornei disputati       | 2               | 12              | 16              | 20              | 17            | 21            | 20            | 17    | 14            | 9               | 14              | 8               | 2               | 12              | 17              | 5               | 9               | 2    | 220        | 220        |
| Titoli                 | 0               | 0               | 0               | 0               | 3             | 2             | 3             | 6     | 3             | 0               | 0               | 3               | 0               | 0               | 0               | 1               | 0               | 0    | 21         | 21         |
| Finali                 | 0               | 0               | 2               | 2               | 3             | 4             | 5             | 9     | 6             | 1               | 1               | 3               | 0               | 0               | 1               | 3               | 1               | 0    | 41         | 41         |
| Cemento V–S            | 3–2             | 9–6             | 21–10           | 22–12           | 32–9          | 32–11         | 32–11         | 47–5  | 32–7          | 14–7            | 19–9            | 22–2            | 0–0             | 14–7            | 12–11           | 14–4            | 5–3             | 5–2  | 20 / 134   | 330–115    |
| Terra V–S              | 0–0             | 0–4             | 7–4             | 16–6            | 9–4           | 4–6           | 16–4          | 12–4  | 10–3          | 0–0             | 7–3             | 2–3             | 0–0             | 1–3             | 7–4             | 4–2             | 4–2             | 0–0  | 1 / 53     | 99–52      |
| Erba V–S               | 0–0             | 0–1             | 2–2             | 2–2             | 4–1           | 6–2           | 7–2           | 10–2  | 1–1           | 1–2             | 5–2             | 0–0             | 4–2             | 2–2             | 2–2             | 0–0             | 6–2             | 0–0  | 0 / 25     | 52–25      |
| Sintetico V–S          | 0–0             | 0–1             | 0–0             | 0–0             | 0–0           | 0–0           | 0–0           | 0–0   | 0–0           | 0–0             | 0–0             | 0–0             | 0–0             | 0–0             | 0-0             | 0–0             | 0–0             | 0–0  | 0 / 1      | 0–1        |
| Totale V–S             | 3–2             | 9–12            | 30–16           | 40–20           | 45–14         | 42–19         | 55–17         | 69–11 | 43–11         | 15–9            | 31–14           | 24–5            | 4–2             | 17–12           | 21–17           | 18–6            | 28–9            | 5–2  | 21 / 215   | 557–215    |
| V %                    | 60%             | 43%             | 65%             | 67%             | 76%           | 69%           | 76%           | 86%   | 80%           | 63%             | 69%             | 83%             | 67%             | 59%             | 57%             | 75%             | 76%             | 71%  | 72.15%     | 72.15%     |
| Ranking fine anno      | 146             | 92              | 30              | 15              | 7             | 10            | 3             | 1     | 2             | 32              | 22              | 13              | 208             | 51              | 50              | 13              | 27              |      | 33798851 $ | 33798851 $ |

Note
- 1 Il Dubai Tennis Championships e il Qatar Ladies Open di Doha si scambiarono frequentemente lo status tra evento Premier ed evento Premier 5 dal 2009 al 2020, mentre dal 2021 tra evento WTA 1000 e WTA 500.
- 2 Nel 2014 il Toray Pan Pacific Open ha cambiato lo status in evento Premier ed è stato sostituito dal Wuhan Open come evento Premier 5 dal 2009 al 2020, per poi diventare dal 2021 un evento WTA 1000.

### Doppio nei tornei del Grande Slam
| Torneo          | 2007 | 2008 | 2009 | 2010 | 2011 | 2012 | 2013 | 2014 | 2015 | 2016 | 2017 | 2018 | 2019 | 2020 | 2021 | 2022 | V–S   |
| --------------- | ---- | ---- | ---- | ---- | ---- | ---- | ---- | ---- | ---- | ---- | ---- | ---- | ---- | ---- | ---- | ---- | ----- |
| Australian Open | A    | F    | 3T   | 3T   | F    | A    | A    | A    | A    | A    | A    | A    | 3T   | A    | A    | A    | 15–5  |
| Open di Francia | 1T   | QF   | F    | 2T   | QF   | A    | A    | A    | A    | A    | A    | A    | 3T   | A    | A    |      | 14–6  |
| Wimbledon       | 2T   | QF   | 3T   | 1T   | A    | A    | A    | A    | A    | A    | A    | A    | 3T   | ND   | A    |      | 7–5   |
| US Open         | 1T   | 1T   | 2T   | A    | A    | A    | A    | A    | A    | A    | A    | 2T   | F    | 2T   | A    |      | 8–6   |
| Totale          | 1–3  | 11–4 | 10–4 | 3–3  | 8–2  | 0–0  | 0–0  | 0–0  | 0–0  | 0–0  | 0–0  | 1–1  | 10–4 | 1–1  | 0–0  | 0–0  | 45–22 |

### Doppio misto nei tornei del Grande Slam
| Torneo          | 2006 | 2007 | 2008 | 2009 | 2010 | 2011 | 2012 | 2013 | 2014 | 2015 | 2016 | 2017 | 2018 | 2019 | 2020 | 2021 | 2022 | V–S  |
| --------------- | ---- | ---- | ---- | ---- | ---- | ---- | ---- | ---- | ---- | ---- | ---- | ---- | ---- | ---- | ---- | ---- | ---- | ---- |
| Australian Open | A    | F    | 1T   | A    | A    | A    | A    | A    | A    | A    | A    | A    | A    | A    | A    | A    | A    | 5–2  |
| Open di Francia | A    | 1T   | V    | A    | A    | A    | A    | A    | A    | A    | A    | A    | A    | A    | A    | A    |      | 6–1  |
| Wimbledon       | A    | 1T   | A    | A    | A    | A    | 3T   | A    | A    | A    | A    | 1T   | F    | A    | ND   | A    |      | 7–4  |
| US Open         | 2T   | V    | A    | A    | A    | A    | A    | A    | A    | A    | A    | A    | A    | A    | A    | A    |      | 7–1  |
| Totale          | 1–1  | 11–3 | 6–1  | 0–0  | 0–0  | 0–0  | 2–1  | 0–0  | 0–0  | 0–0  | 0–0  | 0–1  | 5–1  | 0–0  | 0–0  | 0–0  | 0–0  | 25–8 |

## Teste di serie nei Grandi Slam
In corsivo sono indicati gli Slam nei quali è stata finalista, mentre in grassetto quelli che ha vinto. 
| Anno | Australian Open    | Open di Francia    | Wimbledon          | US Open            |
| ---- | ------------------ | ------------------ | ------------------ | ------------------ |
| 2006 | Qualificata        | Qualificata        | Non testa di serie | Non testa di serie |
| 2007 | Non testa di serie | Non testa di serie | Non testa di serie | Non testa di serie |
| 2008 | 26a                | 16a                | 16a                | 14a                |
| 2009 | 13a                | 9a                 | 8a                 | 8a                 |
| 2010 | 7a                 | 10a                | 14a                | 10a                |
| 2011 | 8a                 | 4a                 | 4a                 | 4a                 |
| 2012 | 3a                 | 1a                 | 2a                 | 1a                 |
| 2013 | 1a                 | 3a                 | 2a                 | 2a                 |
| 2014 | 2a                 | Assente            | 8a                 | 16a                |
| 2015 | Non testa di serie | 27a                | 23a                | 20a                |
| 2016 | 14a                | 5a                 | Assente            | Assente            |
| 2017 | Assente            | Assente            | Ranking protetto   | Assente            |
| 2018 | Assente            | Ranking protetto   | Non testa di serie | Wildcard           |
| 2019 | Non testa di serie | Non testa di serie | Non testa di serie | Non testa di serie |
| 2020 | Assente            | Non testa di serie | Non disputato      | Non testa di serie |
| 2021 | 12a                | 15a                | 12a                | 18a                |
| 2022 | 24a                |                    |                    |                    |

## Migliori strisce di vittorie nei Grandi Slam
|       | Australian Open 2012    | Australian Open 2012 | Australian Open 2012 |
| Turno | Avversaria              | Ranking              | Punteggio            |
| ----- | ----------------------- | -------------------- | -------------------- |
| 1T    | Heather Watson          | 105                  | 6–1, 6–0             |
| 2T    | Casey Dellacqua (WC)    | 126                  | 6–1, 6–0             |
| 3T    | Mona Barthel            | 44                   | 6–2, 6–4             |
| 4T    | Iveta Benešová          | 46                   | 6–2, 6–2             |
| QF    | Agnieszka Radwańska (8) | 8                    | 6(0)–7, 6–0, 6–2     |
| SF    | Kim Clijsters (11)      | 14                   | 6–4, 1–6, 6–3        |
| V     | Marija Šarapova (4)     | 4                    | 6–3, 6–0             |
|       | Australian Open 2013    |                      |                      |
| Turno | Avversaria              | Ranking              | Punteggio            |
| 1T    | Monica Niculescu        | 49                   | 6–1, 6–4             |
| 2T    | Eléni Daniilídou        | 94                   | 6–1, 6–0             |
| 3T    | Jamie Hampton           | 63                   | 6–2, 4–6, 6–2        |
| 4T    | Elena Vesnina           | 47                   | 6–1, 6–1             |
| QF    | Svetlana Kuznecova      | 75                   | 7–5, 6–1             |
| SF    | Sloane Stephens (29)    | 25                   | 6–1, 6–4             |
| V     | Li Na (6)               | 6                    | 4–6, 6–4, 6–3        |

|       | Open di Francia 2013  | Open di Francia 2013 | Open di Francia 2013 |
| Turno | Avversaria            | Ranking              | Punteggio            |
| ----- | --------------------- | -------------------- | -------------------- |
| 1T    | Elena Vesnina         | 38                   | 6–1, 6–4             |
| 2T    | Annika Beck           | 62                   | 6–4, 6–3             |
| 3T    | Alizé Cornet (31)     | 27                   | 4–6, 6–3, 6–1        |
| 4T    | Francesca Schiavone   | 50                   | 6–3, 6–0             |
| QF    | Marija Kirilenko (12) | 12                   | 7–6(3), 6–2          |
| SF    | Marija Šarapova (2)   | 2                    | 1–6, 6–2, 4–6        |

|       | Wimbledon 2011          | Wimbledon 2011 | Wimbledon 2011 |
| Turno | Avversaria              | Ranking        | Punteggio      |
| ----- | ----------------------- | -------------- | -------------- |
| 1T    | Magdaléna Rybáriková    | 66             | 6–4, 3–2 rit.  |
| 2T    | Iveta Benešová          | 53             | 6–0, 6–3       |
| 3T    | Daniela Hantuchová (25) | 23             | 6–3, 3–6, 6–2  |
| 4T    | Nadia Petrova           | 37             | 6–2, 6–2       |
| QF    | Tamira Paszek           | 80             | 6–3, 6–1       |
| SF    | Petra Kvitová (8)       | 8              | 1–6, 6–3, 2–6  |
|       | Wimbledon 2012          |                |                |
| Turno | Avversaria              | Ranking        | Punteggio      |
| 1T    | Irina Falconi           | 78             | 6–1, 6–4       |
| 2T    | Romina Oprandi          | 87             | 6–2, 6–0       |
| 3T    | Jana Čepelová (Q)       | 178            | 6–3, 6–3       |
| 4T    | Ana Ivanović (14)       | 14             | 6–1, 6–0       |
| QF    | Tamira Paszek           | 37             | 6–3, 7–6(4)    |
| SF    | Serena Williams (6)     | 6              | 3–6, 6(6)–7    |

|       | US Open 2012          | US Open 2012 | US Open 2012     |
| Turno | Avversaria            | Ranking      | Punteggio        |
| ----- | --------------------- | ------------ | ---------------- |
| 1T    | Alexandra Panova      | 76           | 6–0, 6–1         |
| 2T    | Kirsten Flipkens (Q)  | 133          | 6–2, 6–2         |
| 3T    | Jie Zheng (28)        | 28           | 6–0, 6–1         |
| 4T    | Anna Tatišvili        | 73           | 6–2, 6–2         |
| QF    | Samantha Stosur (7)   | 7            | 6–1, 4–6, 7–6(5) |
| SF    | Marija Šarapova (3)   | 3            | 3–6, 6–2, 6–4    |
| F     | Serena Williams (4)   | 4            | 2–6, 6–2, 5–7    |
|       | US Open 2013          |              |                  |
| Turno | Avversaria            | Ranking      | Punteggio        |
| 1T    | Dinah Pfizenmaier     | 99           | 6–0, 6–0         |
| 2T    | Aleksandra Wozniak    | 323          | 6–3, 6–1         |
| 3T    | Alizé Cornet (26)     | 28           | 6(2)–7, 6–3, 6–2 |
| 4T    | Ana Ivanović (13)     | 15           | 4–6, 6–3, 6–4    |
| QF    | Daniela Hantuchová    | 48           | 6–2, 6–3         |
| SF    | Flavia Pennetta       | 83           | 6–4, 6–2         |
| F     | Serena Williams (1)   | 1            | 5–7, 7–6(6), 1–6 |
|       | US Open 2020          |              |                  |
| Turno | Avversaria            | Ranking      | Punteggio        |
| 1T    | Barbara Haas          | 139          | 6–1, 6–2         |
| 2T    | Aryna Sabalenka (5)   | 11           | 6–1, 6–3         |
| 3T    | Iga Świątek           | 53           | 6–4, 6–2         |
| 4T    | Karolína Muchová (20) | 26           | 5–7, 6–1, 6–4    |
| QF    | Elise Mertens (16)    | 18           | 6–1, 6–0         |
| SF    | Serena Williams (3)   | 8            | 1–6, 6–3, 6–3    |
| F     | Naomi Ōsaka (4)       | 9            | 6–1, 3–6, 3–6    |

## Record di vittorie consecutive
Azaranka ha registrato una striscia di 26 vittorie consecutive nel 2012. Tale record è il più alto a inizio di stagione dai tempi di Martina Hingis, quando nel 1997 l'elvetica bissò 37 partite vinte consecutive.
| #  | Evento                         | Data inizio | Superficie | Turno | Avversaria          | Ranking | Punteggio           |
| -- | ------------------------------ | ----------- | ---------- | ----- | ------------------- | ------- | ------------------- |
| 1  | Sydney International, Sydney   | 8 gennaio   | Cemento    | 1T    | Stefanie Vögele     | 140     | 6–2, 6–1            |
| 2  | Sydney International, Sydney   | 8 gennaio   | Cemento    | 2T    | Jelena Janković     | 14      | 6–4, 6–2            |
| 3  | Sydney International, Sydney   | 8 gennaio   | Cemento    | QF    | Marion Bartoli      | 9       | 7–5, 6–4            |
| 4  | Sydney International, Sydney   | 8 gennaio   | Cemento    | SF    | Agnieszka Radwańska | 8       | 1–6, 6–3, 6–2       |
| 5  | Sydney International, Sydney   | 8 gennaio   | Cemento    | F     | Li Na               | 5       | 6–2, 1–6, 6–3       |
| 6  | Australian Open, Melbourne     | 16 gennaio  | Cemento    | 1T    | Heather Watson      | 105     | 6–1, 6–0            |
| 7  | Australian Open, Melbourne     | 16 gennaio  | Cemento    | 2T    | Casey Dellacqua     | 126     | 6–1, 6–0            |
| 8  | Australian Open, Melbourne     | 16 gennaio  | Cemento    | 3T    | Mona Barthel        | 44      | 6–2, 6–4            |
| 9  | Australian Open, Melbourne     | 16 gennaio  | Cemento    | 4T    | Iveta Benešová      | 46      | 6–2, 6–2            |
| 10 | Australian Open, Melbourne     | 16 gennaio  | Cemento    | QF    | Agnieszka Radwańska | 8       | 6(0)–7, 6–0, 6–2    |
| 11 | Australian Open, Melbourne     | 16 gennaio  | Cemento    | SF    | Kim Clijsters       | 14      | 6–4, 1–6, 6–3       |
| 12 | Australian Open, Melbourne     | 16 gennaio  | Cemento    | F     | Marija Šarapova     | 4       | 6–3, 6–0            |
| 13 | Qatar Total Open, Doha         | 13 febbraio | Cemento    | 2T    | Mona Barthel        | 39      | 6–1, 6–0            |
| 14 | Qatar Total Open, Doha         | 13 febbraio | Cemento    | 3T    | Simona Halep        | 63      | 6–3, 6–1            |
| 15 | Qatar Total Open, Doha         | 13 febbraio | Cemento    | QF    | Yanina Wickmayer    | 27      | 6–0, 6–4            |
| 16 | Qatar Total Open, Doha         | 13 febbraio | Cemento    | SF    | Agnieszka Radwańska | 6       | 6–2, 6–4            |
| 17 | Qatar Total Open, Doha         | 13 febbraio | Cemento    | F     | Samantha Stosur     | 5       | 6–1, 6–2            |
| 18 | BNP Paribas Open, Indian Wells | 5 marzo     | Cemento    | 2T    | Mona Barthel        | 37      | 6–4, 6(4)–7, 7–6(6) |
| 19 | BNP Paribas Open, Indian Wells | 5 marzo     | Cemento    | 3T    | Svetlana Kuznecova  | 27      | 6–2, 6–4            |
| 20 | BNP Paribas Open, Indian Wells | 5 marzo     | Cemento    | 4T    | Julia Görges        | 15      | 6–3, 6–1            |
| 21 | BNP Paribas Open, Indian Wells | 5 marzo     | Cemento    | QF    | Agnieszka Radwańska | 5       | 6–0, 6–2            |
| 22 | BNP Paribas Open, Indian Wells | 5 marzo     | Cemento    | SF    | Angelique Kerber    | 19      | 6–4, 6–3            |
| 23 | BNP Paribas Open, Indian Wells | 5 marzo     | Cemento    | F     | Marija Šarapova     | 2       | 6–2, 6–3            |
| 24 | Miami Open, Miami              | 19 marzo    | Cemento    | 2T    | Michaëlla Krajicek  | 71      | 6–3, 7–5            |
| 25 | Miami Open, Miami              | 19 marzo    | Cemento    | 3T    | Heather Watson      | 129     | 6–0, 6–2            |
| 26 | Miami Open, Miami              | 19 marzo    | Cemento    | 4T    | Dominika Cibulková  | 18      | 1–6, 7–6(7), 7–5    |
| –  | Miami Open, Miami              | 19 marzo    | Cemento    | QF    | Marion Bartoli      | 7       | 3–6, 3–6            |

## Vittorie contro le tenniste top 10
Di seguito sono indicate tutte le vittorie di Azaranka sulle tenniste che al momento dell'incontro facevano parte delle migliori dieci al mondo.
| Stagione | 2007 | 2008 | 2009 | 2010 | 2011 | 2012 | 2013 | 2014 | 2015 | 2016 | 2017 | 2018 | 2019 | 2020 | 2021 | 2022 | 2023 | 2024 | Totale |
| Vittorie | 2    | 3    | 6    | 8    | 7    | 19   | 9    | 1    | 5    | 4    | 0    | 1    | 3    | 2    | 1    | 3    | 2    | 5    | 81     |

| #    | Giocatrice               | Ranking | Evento                               | Superficie      | Turno | Punteggio            | Rank. VAR |
| ---- | ------------------------ | ------- | ------------------------------------ | --------------- | ----- | -------------------- | --------- |
| 2007 |                          |         |                                      |                 |       |                      |           |
| 1.   | Nadia Petrova (1)        | 8       | Luxembourg Open, Lussemburgo         | Cemento (i)     | 2T    | 6–2, 6–1             | 38        |
| 2.   | Marija Šarapova (1)      | 4       | Kremlin Cup, Mosca                   | Cemento (i)     | 2T    | 7–6(9), 6–2          | 32        |
| 2008 |                          |         |                                      |                 |       |                      |           |
| 3.   | Anna Čakvetadze          | 7       | German Open, Berlino                 | Terra rossa     | 2T    | 1–6, 7–6(1), 6–4     | 26        |
| 4.   | Agnieszka Radwańska (1)  | 10      | Stuttgart Open, Stoccarda            | Cemento (i)     | 2T    | 6–1, 7–5             | 17        |
| 5.   | Elena Dement'eva         | 4       | Stuttgart Open, Stoccarda            | Cemento (i)     | QF    | 7–6(6), 3–6, 6–1     | 17        |
| 2009 |                          |         |                                      |                 |       |                      |           |
| 6.   | Dinara Safina            | 2       | Indian Wells Open, Indian Wells      | Cemento         | QF    | 6(7)–7, 6–1, 6–3     | 11        |
| 7.   | Svetlana Kuznecova       | 8       | Miami Open, Miami                    | Cemento         | SF    | 6–3, 2–6, 7–5        | 10        |
| 8.   | Serena Williams (1)      | 1       | Miami Open, Miami                    | Cemento         | F     | 6–3, 6–1             | 10        |
| 9.   | Ana Ivanović             | 8       | Open di Francia, Parigi              | Terra rossa     | 4T    | 6–2, 6–3             | 9         |
| 10.  | Nadia Petrova (2)        | 10      | Torneo di Wimbledon, Londra          | Erba            | 4T    | 7–6(5), 2–6, 6–3     | 8         |
| 11.  | Jelena Janković (1)      | 8       | WTA Tour Championships, Doha         | Cemento         | RR    | 6–2, 6–3             | 6         |
| 2010 |                          |         |                                      |                 |       |                      |           |
| 12.  | Vera Zvonarëva (1)       | 9       | Australian Open, Melbourne           | Cemento         | 4T    | 4–6, 6–4, 6–0        | 6         |
| 13.  | Agnieszka Radwańska (2)  | 9       | Dubai Tennis Championships, Dubai    | Cemento         | SF    | 6–3, 6–4             | 6         |
| 14.  | Agnieszka Radwańska (3)  | 8       | Eastbourne International, Eastbourne | Erba            | 1T    | 7–6(2), 6–1          | 15        |
| 15.  | Kim Clijsters (1)        | 10      | Eastbourne International, Eastbourne | Erba            | QF    | 7–6(6), 6–4          | 15        |
| 16.  | Samantha Stosur (1)      | 5       | Bank of the West Classic, Stanford   | Cemento         | SF    | 6–2, 6–3             | 18        |
| 17.  | Li Na (1)                | 10      | Canadian Open, Montréal              | Cemento         | 3T    | 6–3, 6–3             | 13        |
| 18.  | Jelena Janković (2)      | 8       | WTA Tour Championships, Doha         | Cemento         | RR    | 6–4, 6–1             | 10        |
| 2011 |                          |         |                                      |                 |       |                      |           |
| 19.  | Agnieszka Radwańska (4)  | 10      | Fed Cup, Eilat                       | Cemento         | EA-PO | 7-5, 7-5             | 9         |
| 20.  | Agnieszka Radwańska (5)  | 8       | Indian Wells Open, Indian Wells      | Cemento         | 4T    | 4–6, 6–3, 7–6(3)     | 9         |
| 21.  | Kim Clijsters (2)        | 2       | Miami Open, Miami                    | Cemento         | QF    | 6–3, 6–3             | 8         |
| 22.  | Vera Zvonarëva (2)       | 3       | Miami Open, Miami                    | Cemento         | SF    | 6–0, 6–3             | 8         |
| 23.  | Marion Bartoli (1)       | 10      | Pan Pacific Open, Tokyo              | Cemento         | QF    | 7–5, 6–0             | 3         |
| 24.  | Samantha Stosur (2)      | 7       | WTA Tour Championships, Istanbul     | Cemento (i)     | RR    | 6–2, 6–2             | 4         |
| 25.  | Li Na (2)                | 5       | WTA Tour Championships, Istanbul     | Cemento (i)     | RR    | 6–2, 6–2             | 4         |
| 26.  | Vera Zvonarëva (3)       | 6       | WTA Tour Championships, Istanbul     | Cemento (i)     | SF    | 6–2, 6–3             | 4         |
| 2012 |                          |         |                                      |                 |       |                      |           |
| 27.  | Marion Bartoli (2)       | 9       | Sydney International, Sydney         | Cemento         | QF    | 7–5, 6–4             | 3         |
| 28.  | Agnieszka Radwańska (6)  | 8       | Sydney International, Sydney         | Cemento         | SF    | 1–6, 6–3, 6–2        | 3         |
| 29.  | Li Na (3)                | 5       | Sydney International, Sydney         | Cemento         | F     | 6–2, 1–6, 6–3        | 3         |
| 30.  | Agnieszka Radwańska (7)  | 8       | Australian Open, Melbourne           | Cemento         | QF    | 6(0)–7, 6–0, 6–2     | 3         |
| 31.  | Marija Šarapova (2)      | 4       | Australian Open, Melbourne           | Cemento         | F     | 6–3, 6–0             | 3         |
| 32.  | Agnieszka Radwańska (8)  | 6       | Qatar Ladies Open, Doha              | Cemento         | SF    | 6–2, 6–4             | 1         |
| 33.  | Samantha Stosur (3)      | 5       | Qatar Ladies Open, Doha              | Cemento         | F     | 6–1, 6–2             | 1         |
| 34.  | Agnieszka Radwańska (9)  | 5       | Indian Wells Open, Indian Wells      | Cemento         | QF    | 6–0, 6–2             | 1         |
| 35.  | Marija Šarapova (3)      | 2       | Indian Wells Open, Indian Wells      | Cemento         | F     | 6–2, 6–3             | 1         |
| 36.  | Agnieszka Radwańska (10) | 4       | Stuttgart Open, Stoccarda            | Terra rossa (i) | SF    | 6–1, 6–3             | 1         |
| 37.  | Li Na (3)                | 8       | Madrid Open, Madrid                  | Terra blu       | QF    | 3–6, 6–3, 6–3        | 1         |
| 38.  | Agnieszka Radwańska (11) | 3       | Madrid Open, Madrid                  | Terra blu       | SF    | 6–2, 6–4             | 1         |
| 39.  | Angelique Kerber (1)     | 7       | Giochi Olimpici, Londra              | Erba            | QF    | 6–4, 7–5             | 1         |
| 40.  | Samantha Stosur (4)      | 7       | US Open, New York                    | Cemento         | QF    | 6–1, 4–6, 7–6(5)     | 1         |
| 41.  | Marija Šarapova (4)      | 3       | US Open, New York                    | Cemento         | SF    | 3–6, 6–2, 6–4        | 1         |
| 42.  | Marion Bartoli (3)       | 10      | China Open, Pechino                  | Cemento         | SF    | 6–4, 6–2             | 1         |
| 43.  | Marija Šarapova (5)      | 2       | China Open, Pechino                  | Cemento         | F     | 6–3, 6–1             | 1         |
| 44.  | Li Na (4)                | 8       | WTA Tour Championships, Istanbul     | Cemento (i)     | RR    | 7–6(4), 6–4          | 1         |
| 45.  | Angelique Kerber (2)     | 5       | WTA Tour Championships, Istanbul     | Cemento (i)     | RR    | 6(13)–7, 7–6(2), 6–4 | 1         |
| 2013 |                          |         |                                      |                 |       |                      |           |
| 46.  | Li Na (5)                | 6       | Australian Open, Melbourne           | Cemento         | F     | 4–6, 6–4, 6–3        | 1         |
| 47.  | Sara Errani (1)          | 7       | Qatar Ladies Open, Doha              | Cemento         | QF    | 6–2, 6–2             | 1         |
| 48.  | Agnieszka Radwańska (12) | 4       | Qatar Ladies Open, Doha              | Cemento         | SF    | 6–3, 6–3             | 1         |
| 49.  | Serena Williams (2)      | 2       | Qatar Ladies Open, Doha              | Cemento         | F     | 7–6(6), 2–6, 6–3     | 1         |
| 50.  | Samantha Stosur (5)      | 10      | Internazionali d'Italia, Roma        | Terra rossa     | QF    | 6–4, 1–6, 6–3        | 3         |
| 51.  | Sara Errani (2)          | 6       | Internazionali d'Italia, Roma        | Terra rossa     | SF    | 6–0, 7–5             | 3         |
| 52.  | Caroline Wozniacki (1)   | 10      | Cincinnati Open, Cincinnati          | Cemento         | QF    | 6–3, 7–6(5)          | 2         |
| 53.  | Serena Williams (3)      | 1       | Cincinnati Open, Cincinnati          | Cemento         | F     | 2–6, 6–2, 7–6(6)     | 2         |
| 54.  | Sara Errani (3)          | 7       | WTA Tour Championships, Istanbul     | Cemento (i)     | RR    | 7–6(2), 6–2          | 2         |
| 2014 |                          |         |                                      |                 |       |                      |           |
| 55.  | Jelena Janković (3)      | 8       | Brisbane International, Brisbane     | Cemento         | SF    | 1–6, 6–3, 6–4        | 2         |
| 2015 |                          |         |                                      |                 |       |                      |           |
| 56.  | Caroline Wozniacki (2)   | 8       | Australian Open, Melbourne           | Cemento         | 2T    | 6–4, 6–2             | 44        |
| 57.  | Caroline Wozniacki (3)   | 5       | Qatar Ladies Open, Doha              | Cemento         | QF    | 6–3, 6–1             | 48        |
| 58.  | Caroline Wozniacki (4)   | 5       | Internazionali d'Italia, Roma        | Terra rossa     | 2T    | 6–2, 7–6(2)          | 29        |
| 59.  | Petra Kvitová            | 4       | Canadian Open, Montréal              | Cemento         | 2T    | 6–2, 6–3             | 21        |
| 60.  | Caroline Wozniacki (5)   | 5       | Cincinnati Open, Cincinnati          | Cemento         | 2T    | 6–0, 6–4             | 21        |
| 2016 |                          |         |                                      |                 |       |                      |           |
| 61.  | Angelique Kerber (3)     | 10      | Brisbane International, Brisbane     | Cemento         | F     | 6–3, 6–1             | 22        |
| 62.  | Serena Williams (4)      | 1       | Indian Wells Open, Indian Wells      | Cemento         | F     | 6–4, 6–4             | 15        |
| 63.  | Garbiñe Muguruza         | 4       | Miami Open, Miami                    | Cemento         | 4T    | 7–6(6), 7–6(4)       | 8         |
| 64.  | Angelique Kerber (4)     | 3       | Miami Open, Miami                    | Cemento         | SF    | 6–2, 7–5             | 8         |
| 2018 |                          |         |                                      |                 |       |                      |           |
| 65.  | Karolína Plíšková (1)    | 6       | Miami Open, Miami                    | Cemento         | QF    | 7–5, 6–3             | 186       |
| 2019 |                          |         |                                      |                 |       |                      |           |
| 66.  | Angelique Kerber (5)     | 5       | Monterrey Open, Monterrey            | Cemento         | SF    | 6–4, 4–6, 6–1        | 67        |
| 67.  | Karolína Plíšková (2)    | 4       | Stuttgart Open, Stoccarda            | Terra rossa (i) | 2T    | 4–6, 6–3, 6–4        | 61        |
| 68.  | Elina Svitolina (1)      | 6       | Internazionali d'Italia, Roma        | Terra rossa     | 2T    | 4–6, 6–1, 7–5        | 51        |
| 2020 |                          |         |                                      |                 |       |                      |           |
| 69.  | Serena Williams (5)      | 8       | US Open, New York                    | Cemento         | SF    | 1–6, 6–3, 6–3        | 27        |
| 70.  | Sofia Kenin              | 5       | Internazionali d'Italia, Roma        | Terra rossa     | 2T    | 6–0, 6–0             | 14        |
| 2021 |                          |         |                                      |                 |       |                      |           |
| 71.  | Elina Svitolina (2)      | 5       | Qatar Ladies Open, Doha              | Cemento         | QF    | 6–2, 6–4             | 14        |
| 2022 |                          |         |                                      |                 |       |                      |           |
| 72.  | Paula Badosa (1)         | 8       | Adelaide International, Adelaide     | Cemento         | 1T    | 6–3, 6–2             | 27        |
| 73.  | Paula Badosa (2)         | 9       | Guadalajara Open, Guadalajara        | Cemento         | 2T    | 6–2, rit.            | 37        |
| 74.  | Coco Gauff               | 7       | Guadalajara Open, Guadalajara        | Cemento         | QF    | 7–6(2), 4–6, 6–3     | 37        |
| 2023 |                          |         |                                      |                 |       |                      |           |
| 75.  | Jessica Pegula           | 3       | Australian Open, Melbourne           | Cemento         | QF    | 6–4, 6–1             | 24        |
| 76.  | Dar'ja Kasatkina         | 10      | Torneo di Wimbledon, Londra          | Erba            | 3T    | 6–2, 6–4             | 20        |
| 2024 |                          |         |                                      |                 |       |                      |           |
| 77.  | Jeļena Ostapenko         | 10      | Australian Open, Melbourne           | Cemento         | 3T    | 6-1, 7-5             | 22        |
| 78.  | Zheng Qinwen             | 7       | Miami Open, Miami Gardens            | Cemento         | 3T    | 6-4, 7-5             | 32        |
| 79.  | Maria Sakkarī (1)        | 8       | Internazionali d'Italia, Roma        | Terra rossa     | 4T    | 6–4, 6–1             | 24        |
| 80.  | Maria Sakkarī (2)        | 9       | German Open, Berlino                 | Erba            | 1T    | 6–4, 6–2             | 19        |
| 81.  | Elena Rybakina           | 4       | German Open, Berlino                 | Erba            | QF    | 3-1 rit.             | 19        |

## Rivalità con altre giocatrici
Durante la carriera tennistica di Azaranka le rivalità più importanti sono state contro: Serena Williams, Agnieszka Radwańska, Marija Šarapova, Marion Bartoli e Li Na.

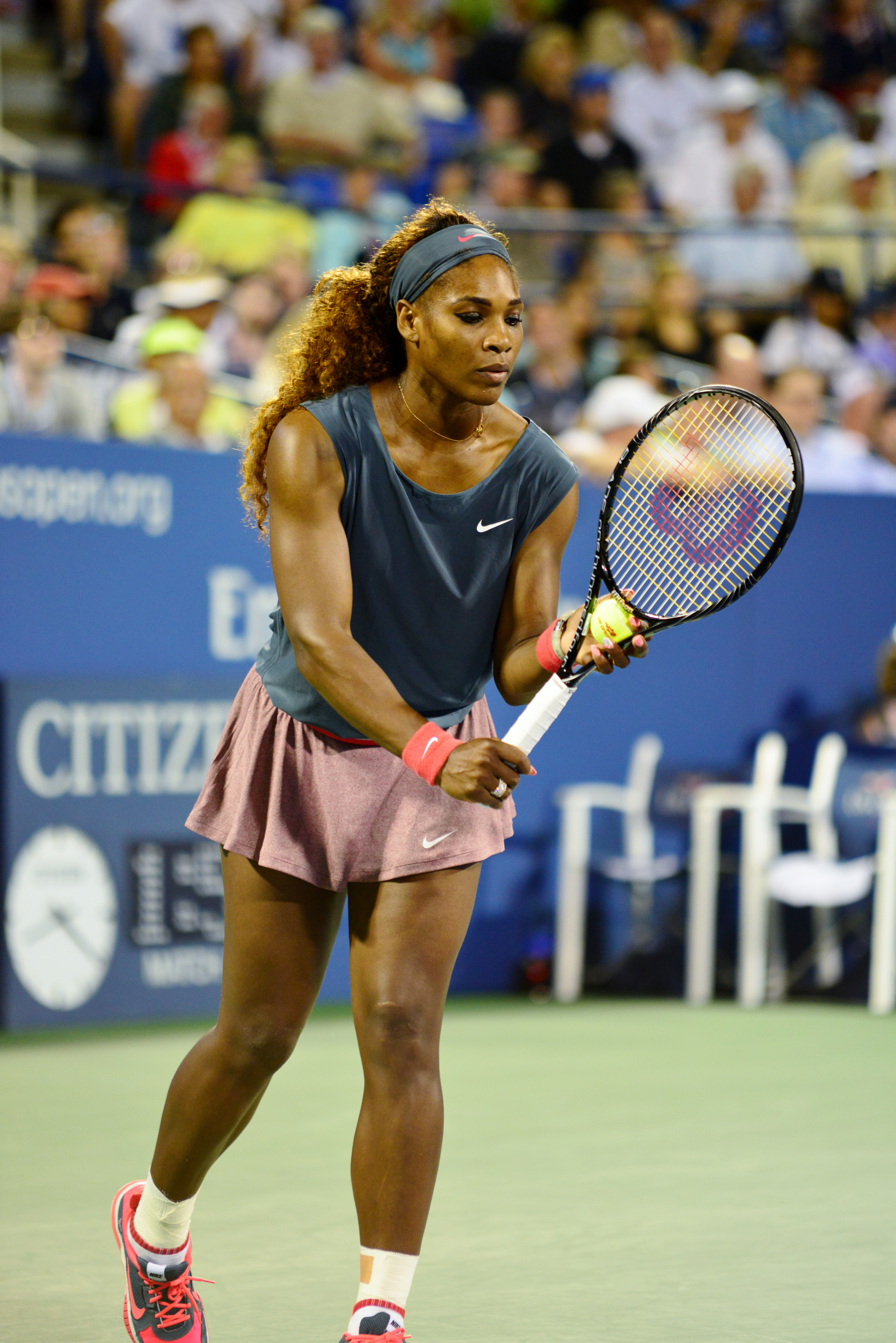
Serena Williams

### Rivalità con Serena Williams (5–18)

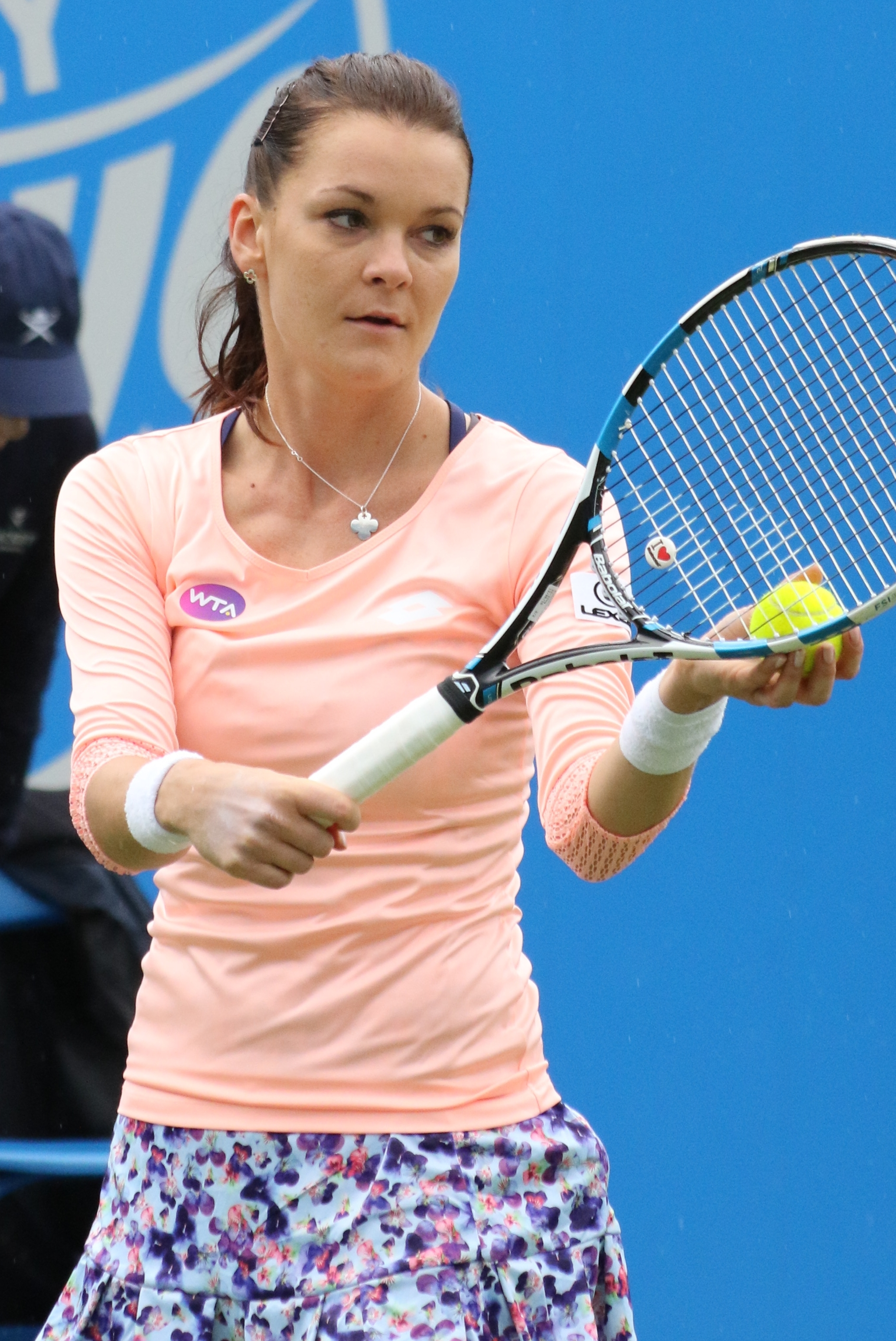
Agnieszka Radwańska

| #   | Anno | Evento                              | Categoria         | Superficie  | Turno | Vincitrice | Punteggio           |
| --- | ---- | ----------------------------------- | ----------------- | ----------- | ----- | ---------- | ------------------- |
| 1.  | 2008 | Australian Open, Melbourne          | Grande Slam       | Cemento     | 3T    | Williams   | 6–3, 6–4            |
| 2.  | 2009 | Australian Open, Melbourne          | Grande Slam       | Cemento     | 4T    | Williams   | 3–6, 4–2 rit.       |
| 3.  | 2009 | Miami Open, Miami                   | Premier Mandatory | Cemento     | F     | Azaranka   | 6–3, 6–1            |
| 4.  | 2009 | Torneo di Wimbledon, Londra         | Grande Slam       | Erba        | QF    | Williams   | 6–2, 6–3            |
| 5.  | 2010 | Australian Open, Melbourne          | Grande Slam       | Cemento     | QF    | Williams   | 4–6, 7–6(4), 6–2    |
| 6.  | 2011 | Rogers Cup, Toronto                 | Premier 5         | Cemento     | SF    | Williams   | 6–3, 6–3            |
| 7.  | 2012 | US Open, New York                   | Grande Slam       | Cemento     | 3T    | Williams   | 6–1, 7–6(5)         |
| 8.  | 2012 | Mutua Madrid Open, Madrid           | Premier Mandatory | Terra rossa | F     | Williams   | 6–1, 6–3            |
| 9.  | 2012 | Torneo di Wimbledon, Londra         | Grande Slam       | Erba        | SF    | Williams   | 6–3, 7–6(6)         |
| 10. | 2012 | Giochi della XXX Olimpiade, Londra  | Olimpiadi estive  | Cemento     | SF    | Williams   | 6–1, 6–2            |
| 11. | 2012 | US Open, New York                   | Grande Slam       | Cemento     | F     | Williams   | 6–2, 2–6, 7–5       |
| 12. | 2012 | WTA Finals, Istanbul                | WTA Finals        | Cemento     | RR    | Williams   | 6–4, 6–4            |
| -   | 2013 | Brisbane International, Brisbane    | Premier           | Cemento     | SF    | Williams   | w/o                 |
| 13. | 2013 | Qatar Total Open, Doha              | Premier 5         | Cemento     | F     | Azaranka   | 7–6(6), 2–6, 6–3    |
| 14. | 2013 | Internazionali d'Italia, Roma       | Premier 5         | Terra rossa | F     | Williams   | 6–1, 6–3            |
| 15. | 2013 | Western & Southern Open, Cincinnati | Premier 5         | Cemento     | F     | Azaranka   | 2–6, 6–2, 7–6(6)    |
| 16. | 2013 | US Open, New York                   | Grande Slam       | Cemento     | F     | Williams   | 7–5, 6(6)–7, 6–1    |
| 17. | 2014 | Brisbane International, Brisbane    | Premier           | Cemento     | F     | Williams   | 6–4, 7–5            |
| 18. | 2015 | Mutua Madrid Open, Madrid           | Premier Mandatory | Terra rossa | 4T    | Williams   | 7–6(5), 3–6, 7–6(1) |
| 19. | 2015 | Open di Francia, Parigi             | Grande Slam       | Terra rossa | 3T    | Williams   | 3–6, 6–4, 6–2       |
| 20. | 2015 | Torneo di Wimbledon, Londra         | Grande Slam       | Erba        | QF    | Williams   | 3–6, 6–2, 6–3       |
| 21. | 2016 | BNP Paribas Open, Indian Wells      | Premier Mandatory | Cemento     | F     | Azaranka   | 6–4, 6–4            |
| 22. | 2019 | BNP Paribas Open, Indian Wells      | Premier Mandatory | Cemento     | 2T    | Williams   | 7–5, 6–3            |
| 23. | 2020 | US Open, New York                   | Grande Slam       | Cemento     | SF    | Azaranka   | 1–6, 6–3, 6–3       |

### Rivalità con Agnieszka Radwańska (13–5)

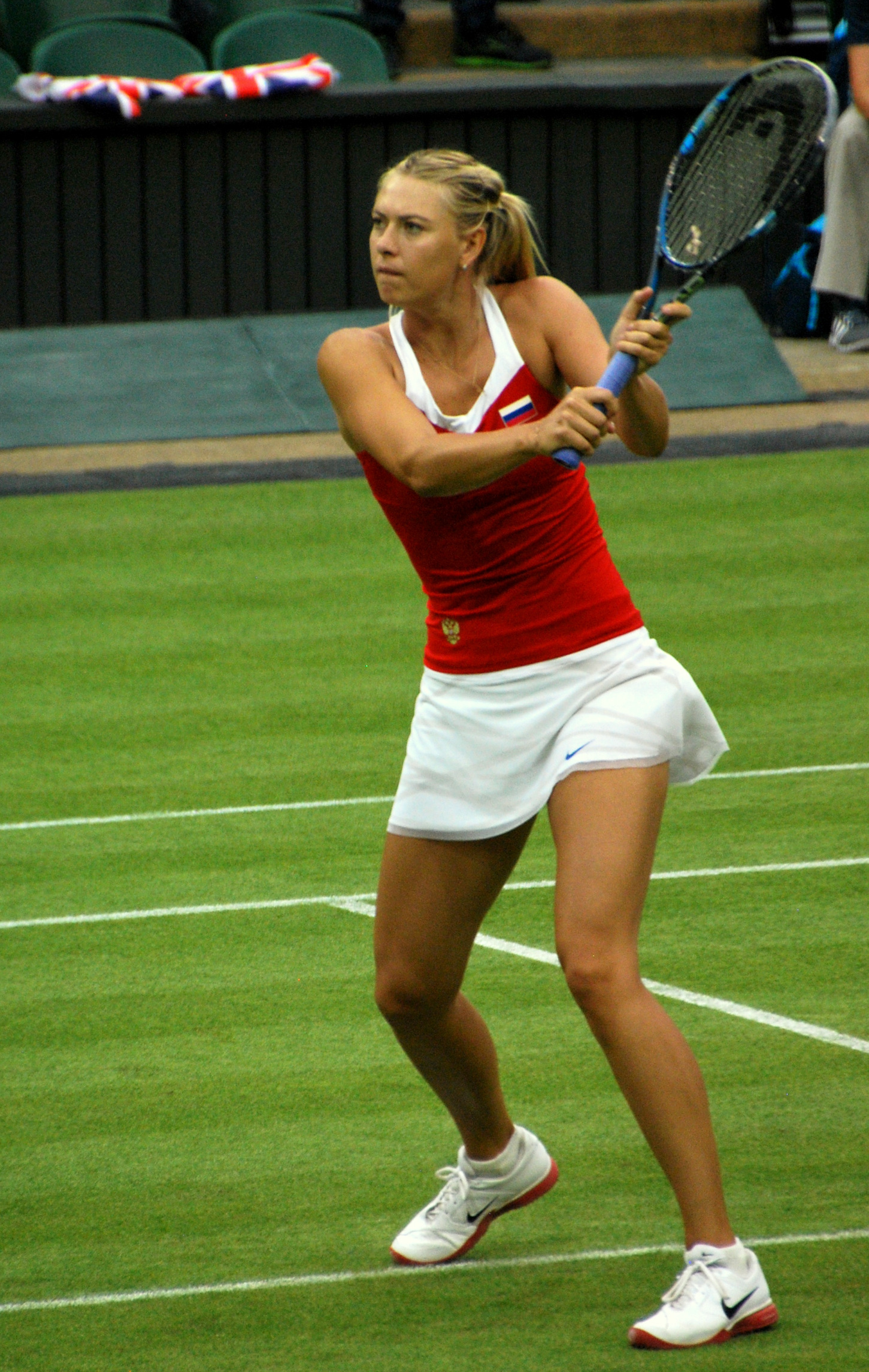
Marija Šarapova

| #   | Anno | Evento                                       | Categoria         | Superficie  | Turno | Vincitrice | Punteggio          |
| --- | ---- | -------------------------------------------- | ----------------- | ----------- | ----- | ---------- | ------------------ |
| 1.  | 2006 | Torneo di Wimbledon, Londra                  | Grande Slam       | Erba        | 1T    | Radwanska  | 7–5, 6–4           |
| 2.  | 2007 | Fortis Championships Luxembourg, Lussemburgo | Tier II           | Cemento     | 2T    | Azaranka   | 4–6, 7–5, 6–1      |
| 3.  | 2008 | Porsche Tennis Grand Prix, Stoccarda         | Tier II           | Cemento     | 3T    | Azaranka   | 6–1, 7–5           |
| 4.  | 2009 | WTA Finals, Doha                             | WTA Finals        | Cemento     | RR    | Radwanska  | 6–4, 5–7, 1–4 rit. |
| 5.  | 2010 | Dubai Tennis Championships, Dubai            | Premier           | Cemento     | SF    | Azaranka   | 6–3, 6–4           |
| 6.  | 2010 | AEGON International, Eastbourne              | Premier           | Erba        | 1T    | Azaranka   | 7–6(1), 6–1        |
| 7.  | 2011 | BNP Paribas Open, Indian Wells               | Premier Mandatory | Cemento     | 4T    | Azaranka   | 4–6, 6–3, 7–6(3)   |
| 8.  | 2011 | Toray Pan Pacific Open, Tokyo                | Premier           | Cemento     | SF    | Radwanska  | 3–6, 6–4, 2–6      |
| 9.  | 2012 | Apia International Sydney, Sydney            | Premier           | Cemento     | SF    | Azaranka   | 1–6, 6–3, 6–2      |
| 10. | 2012 | Australian Open, Melbourne                   | Grande Slam       | Cemento     | QF    | Azaranka   | 6(0)–7, 6–0, 6–2   |
| 11. | 2012 | Qatar Total Open, Doha                       | Premier 5         | Cemento     | SF    | Azaranka   | 6–2, 6–4           |
| 12. | 2012 | BNP Paribas Open, Indian Wells               | Premier Mandatory | Cemento     | QF    | Azaranka   | 6–0, 6–2           |
| 13. | 2012 | Porsche Tennis Grand Prix, Stoccarda         | Premier           | Terra rossa | SF    | Azaranka   | 6–1, 6–3           |
| 14. | 2012 | Mutua Madrid Open, Madrid                    | Premier Mandatory | Terra rossa | SF    | Azaranka   | 6–2, 6–4           |
| 15. | 2013 | Qatar Total Open, Doha                       | Premier 5         | Cemento     | SF    | Azaranka   | 6–3, 6–3           |
| 16. | 2014 | Australian Open, Melbourne                   | Grande Slam       | Cemento     | QF    | Radwanska  | 1–6, 7–5, 0–6      |
| 17. | 2014 | Rogers Cup, Montreal                         | Premier 5         | Cemento     | QF    | Radwanska  | 2–6, 2–6           |
| 18. | 2018 | Miami Open, Miami                            | Premier Mandatory | Cemento     | 4T    | Azaranka   | 6–2, 6–2           |

### Rivalità con Marija Šarapova (7–8)

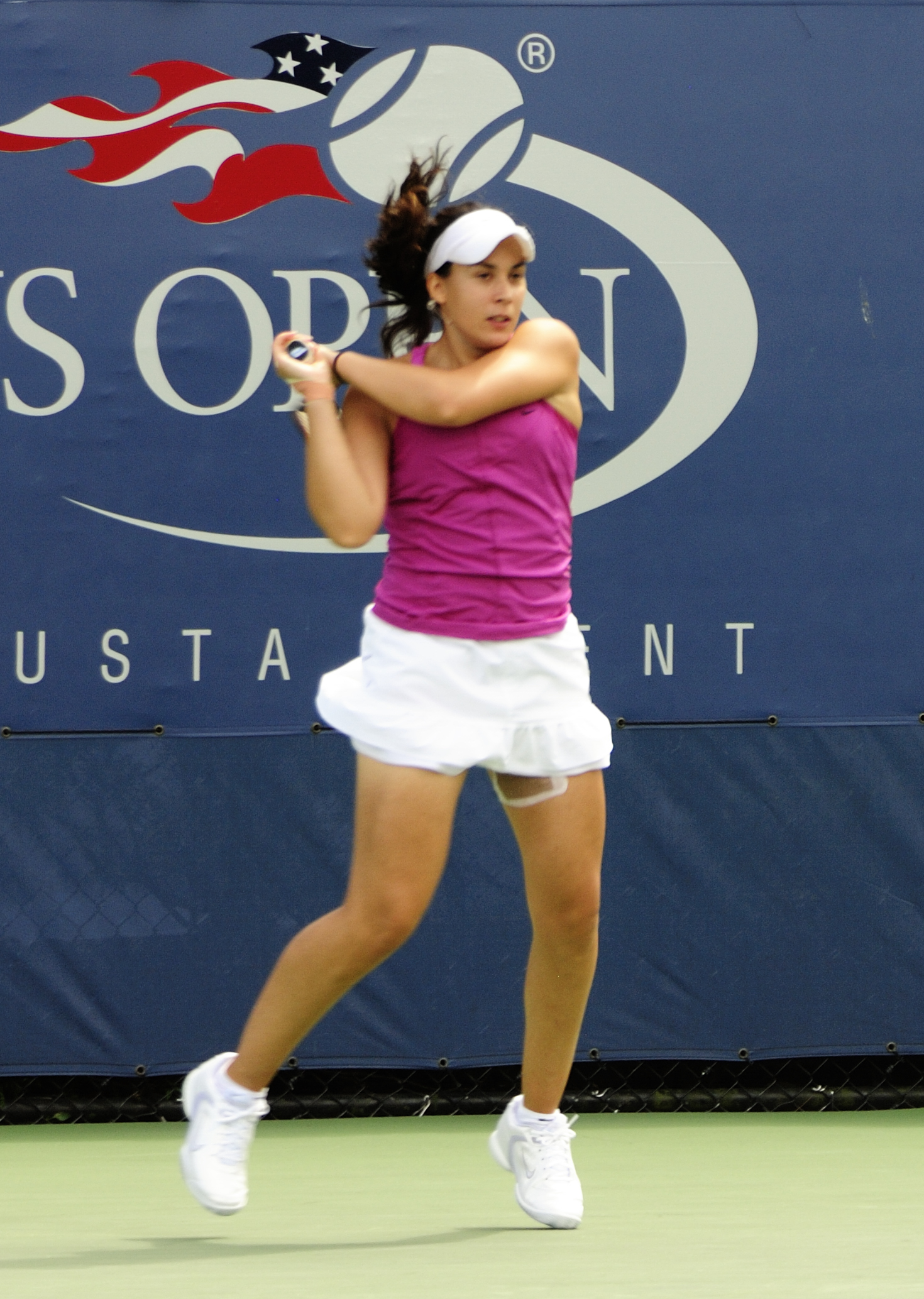
Marion Bartoli

| #   | Anno | Evento                                    | Categoria         | Superficie  | Turno | Vincitrice | Punteggio        |
| --- | ---- | ----------------------------------------- | ----------------- | ----------- | ----- | ---------- | ---------------- |
| 1.  | 2007 | Kremlin Cup, Mosca                        | Tier I            | Sintetico   | 4T    | Azaranka   | 7–6(9), 6–2      |
| 2.  | 2009 | East West Bank Classic, Stanford          | Premier           | Cemento     | 3T    | Sharapova  | 6(4)–7, 6–4, 6–2 |
| 3.  | 2009 | China Open, Pechino                       | Premier Mandatory | Cemento     | 3T    | Sharapova  | 6–3, 6(5)–7, 7–5 |
| 4.  | 2010 | Mubadala Silicon Valley Classic, Stanford | Premier           | Terra rossa | F     | Azaranka   | 6–4, 6–1         |
| 5.  | 2011 | Miami Open, Miami                         | Premier Mandatory | Cemento     | F     | Azaranka   | 6–1, 6–4         |
| 6.  | 2011 | Internazionali BNL d'Italia, Roma         | Premier 5         | Terra rossa | QF    | Sharapova  | 4–6, 3–0 rit.    |
| 7.  | 2012 | Australian Open, Melbourne                | Grande Slam       | Cemento     | F     | Azaranka   | 6–3, 6–0         |
| 8.  | 2012 | BNP Paribas Open, Indian Wells            | Premier Mandatory | Cemento     | F     | Azaranka   | 6–2, 6–3         |
| 9.  | 2012 | Porsche Tennis Grand Prix, Stoccarda      | Premier           | Terra rossa | F     | Sharapova  | 6–1, 6–4         |
| 10. | 2012 | US Open, New York                         | Grande Slam       | Cemento     | SF    | Azaranka   | 3–6, 6–2, 6–4    |
| 11. | 2012 | China Open, Pechino                       | Premier Mandatory | Cemento     | F     | Azaranka   | 6–3, 6–1         |
| 12. | 2012 | WTA Finals, Istanbul                      | WTA Finals        | Cemento     | SF    | Sharapova  | 6–4, 6–2         |
| 13. | 2013 | Open di Francia, Parigi                   | Grande Slam       | Terra rossa | SF    | Sharapova  | 6–1, 2–6, 6–4    |
| 14. | 2012 | BNP Paribas Open, Indian Wells            | Premier Mandatory | Cemento     | 3T    | Sharapova  | 6–4, 6–3         |
| 15. | 2015 | Internazionali BNL d'Italia, Roma         | Premier 5         | Terra rossa | QF    | Sharapova  | 6–3, 6–2         |

### Rivalità con Marion Bartoli (9–3)

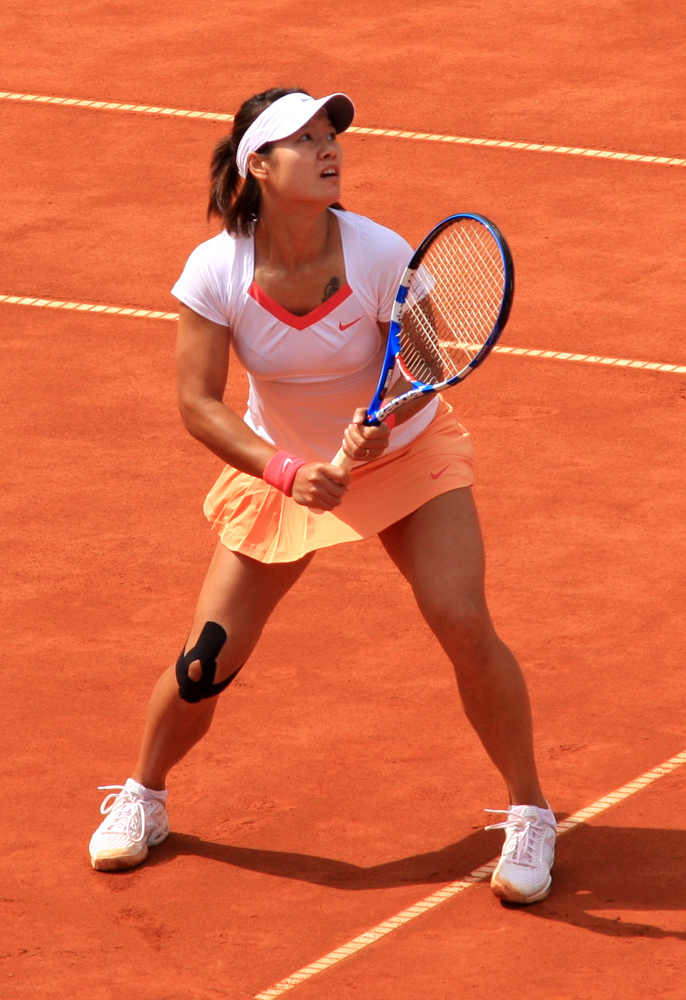
Li Na

| #   | Anno | Evento                                  | Categoria         | Superficie | Turno | Vincitrice | Punteggio     |
| --- | ---- | --------------------------------------- | ----------------- | ---------- | ----- | ---------- | ------------- |
| 1.  | 2007 | Australian Open, Melbourne              | Grande Slam       | Cemento    | 2T    | Azaranka   | 6–0, 7–5      |
| 2.  | 2009 | Brisbane International, Brisbane        | Premier           | Cemento    | F     | Azaranka   | 6–3, 6–1      |
| 3.  | 2010 | Nature Valley International, Eastbourne | Premier           | Erba       | SF    | Azaranka   | 6–3, 7–5      |
| 4.  | 2010 | East West Bank Classic, Stanford        | Premier           | Cemento    | 3T    | Azaranka   | 3–6, 6–3, 6–3 |
| 5.  | 2010 | Rogers Cup, Montreal                    | Premier 5         | Cemento    | QF    | Azaranka   | 6–2, 7–6(6)   |
| 6.  | 2010 | Toray Pan Pacific Open, Tokyo           | Premier 5         | Cemento    | 3T    | Azaranka   | 6–2, rit.     |
| 7.  | 2011 | Nature Valley International, Eastbourne | Premier           | Erba       | QF    | Bartoli    | 6–2, rit.     |
| 8.  | 2011 | Toray Pan Pacific Open, Tokyo           | Premier 5         | Cemento    | QF    | Azaranka   | 7–5, 6–0      |
| 9.  | 2011 | WTA Finals, Istanbul                    | WTA Finals        | Cemento    | RR    | Bartoli    | 5–7, 6–4, 6–4 |
| 10. | 2012 | Sydney International, Sydney            | Premier           | Cemento    | QF    | Azaranka   | 7–5, 6–4      |
| 11. | 2012 | Miami Open, Miami                       | Premier Mandatory | Cemento    | QF    | Bartoli    | 6–3, 6–3      |
| 12. | 2012 | China Open, Pechino                     | Premier Mandatory | Cemento    | SF    | Azaranka   | 6–4, 6–2      |

### Rivalità con Na Li (6–5)
| #   | Anno | Evento                                   | Categoria         | Superficie  | Turno | Vincitrice | Punteggio           |
| --- | ---- | ---------------------------------------- | ----------------- | ----------- | ----- | ---------- | ------------------- |
| 1.  | 2006 | Australian Women's Hardcourt, Gold Coast | Tier III          | Cemento     | F     | Li         | 4–6, 6–3, 6–4       |
| 2.  | 2009 | Toray Pan Pacific Open, Tokyo            | Premier 5         | Cemento     | QF    | Li         | 7–6(7), 4–6, 7–6(4) |
| 3.  | 2010 | Rogers Cup, Montreal                     | Premier 5         | Cemento     | 4T    | Azaranka   | 6–3, 6–3            |
| 4.  | 2011 | Australian Open, Melbourne               | Grande Slam       | Cemento     | 4T    | Li         | 6–3, 6–3            |
| 5.  | 2011 | Open di Francia, Parigi                  | Grande Slam       | Terra rossa | QF    | Li         | 7–5, 6–2            |
| 6.  | 2011 | WTA Finals, Istanbul                     | WTA Finals        | Cemento     | RR    | Azaranka   | 6–2, 6–2            |
| 7.  | 2012 | Brisbane International, Brisbane         | Premier           | Cemento     | F     | Azaranka   | 6–2, 1–6, 6–3       |
| 8.  | 2012 | Mutua Madrid Open, Madrid                | Premier Mandatory | Terra rossa | QF    | Azaranka   | 3–6, 6–3, 6–3       |
| 9.  | 2013 | WTA Finals, Istanbul                     | WTA Finals        | Cemento     | RR    | Azaranka   | 7–6(4), 6–3         |
| 10. | 2013 | Australian Open, Melbourne               | Grande Slam       | Cemento     | F     | Azaranka   | 4–6, 6–4, 6–3       |
| 11. | 2013 | WTA Finals, Istanbul                     | WTA Finals        | Cemento     | RR    | Li         | 6–2, 6–1            |

## Montepremi annuali
Aggiornato il 21 gennaio 2022.
| Anno     | Grandi Slam | Tornei WTA | Vittorie Totali | Guadagni ($) | #   |
| -------- | ----------- | ---------- | --------------- | ------------ | --- |
| 2007     | 0           | 0          | 0               | 472224 $     | 32  |
| 2008     | 0           | 0          | 0               | 754857 $     | 19  |
| 2009     | 0           | 3          | 3               | 2115536 $    | 8   |
| 2010     | 0           | 2          | 2               | 1652028 $    | 10  |
| 2011     | 0           | 3          | 3               | 3771032 $    | 3   |
| 2012     | 1           | 5          | 6               | 7328920 $    | 1   |
| 2013     | 1           | 2          | 3               | 6497165 $    | 2   |
| 2014     | 0           | 0          | 0               | 857583 $     | 27  |
| 2015     | 0           | 3          | 3               | 1639657 $    | 23  |
| 2016     | 0           | 3          | 3               | 2651080 $    | 8   |
| 2017     | 0           | 0          | 0               | 186746 $     | 150 |
| 2018     | 0           | 0          | 0               | 847800 $     | 43  |
| 2019     | 0           | 0          | 0               | 1076516 $    | 39  |
| 2020     | 0           | 1          | 1               | 1959383 $    | 4   |
| 2021     | 0           | 0          | 0               | 1426628 $    | 17  |
| 2022     | 0           | 0          | 0               | 24935 $      | 15  |
| Carriera | 2           | 19         | 21              | 33798851 $   | 6   |